# Vampire Boys
Vampire Boys è un film del 2011 diretto da Charlie Vaughn.

## Trama
Jasin è il capo di una gang di vampiri in cerca di una mortale da trasformare in vampira. I ragazzi scelgono come vittima Tara, giovane e bella studentessa. Un giorno però Jasin conosce Caleb, il quale è disposto a tutto per ottenere l'immortalità, anche a diventare un vampiro.

## Sequel
Nel 2013 il regista Steven Vasquez ne ha realizzato un sequel intitolato Vampire Boys 2: The New Brood.